# スカイバレイスキー場
スカイバレイスキー場は、兵庫県美方郡香美町にあるスキー場。ユースランドが運営している。

## 特徴
関西からのアクセスが良く、関西では有数の規模を持つスキー場である。隣接しているハイパーボウル東鉢と同じリフト券で往来可能。キャッチコピーは「あなたのホームゲレンデ「スカイバレイ」」。
スキーセンターが24時間開放しており、仮眠室・トイレ・更衣室・ロッカーなどが利用でき、深夜に到着しても快適に利用できる。駐車場はスキーセンターに近いA駐車場と、少し離れたC駐車場があり、駐車場からゲレンデまでのアクセスは、A駐車場の場合は徒歩でスキーセンターまで歩くが、C駐車場はスキーセンターまでシャトルバスが出ている。スキーセンターからゲレンデまでは登行ペアパラレルリフトで行く。帰りコースの下山コースが中級コースの為、このリフトは帰りの下山乗車も可能である。2014-2015シーズンより人工降雪機を導入。

## コース
隣接しているハイパーボウル東鉢もスカイバレイのリフト券で滑走可能である。
- 総コース数―8本
- リフト本数―5本
- 最長滑走距離― 約3km
- 最大斜度― x度
- 標高トップ― 1007m
- 標高ボトム― 507m
- コース難易度― 初級10%・中級70%・上級20%
- スノーボード― 可

## その他の施設
スカイバレイスキー場を運営するユースランドでは、ハチ北高原の宿泊施設で廃業になっていた「日の出荘」と「とみや」を買い取り、ハチ北ホテル（「本館ホテルとみや」及び「別館ホテル日の出荘」）として改装オープンした。

## アクセス
- 公共交通機関
  - 山陰本線八鹿駅～全但バス「村岡、秋岡、湯村」方面いずれか行きに乗り換え、「ハチ北口」下車、歩いて「横町」バス停へ(約100m)、「ハチ北」行きに乗り換え、「中大谷」下車、歩いて7分
- 自家用車
  - 播但連絡道路・北近畿豊岡自動車道和田山IC～国道312号～国道9号～道の駅ハチ北左折～約4km